# Toyota Model F

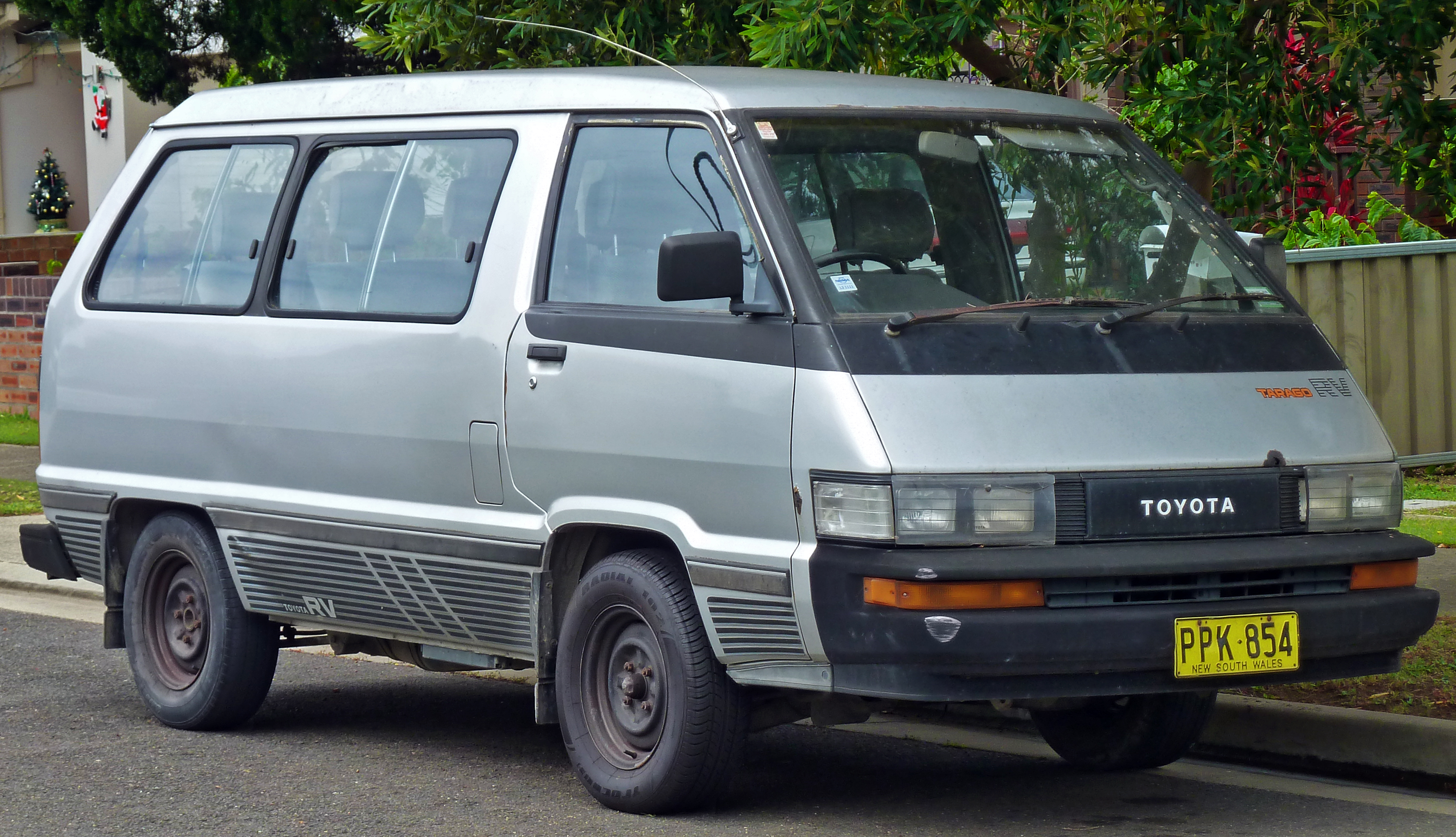
1987-1990 Toyota Tarago (YR22RG) RV van (2010-12-28)

Toyota Model F är en minibuss lanserad 1982 under olika namn. I Sverige såldes den under namnet Model F och fanns i två versioner. DX-modellen hade 1,8 liters fyrcylindrig motor med 78 hk, 5-växlad låda och bakhjulsdrift. GL hade en 4-stegad automatlåda och lite mer utrustning, i övrigt samma specifikationer.
Model F var en av de första bilarna på marknaden inom segmentet MPV. Det innebär att den hade åtta sittplatser, men var trots detta relativt kompakt. En sidomonterad skjutdörr gav tillgång till de två baksätena med vardera tre platser. Det fanns separata reglage för värme och ventilation i det främre baksätet.
Framstolarna var monterade ovanpå hjulhusen. Motorn var monterad under och mellan framstolarna, och för att komma åt den fällde man upp en stor golvlucka, där även förarstolen satt monterad. Alla vanliga servicepunkter satt på motorns vänstra sida, så att de gick att komma åt från luckan. De vänsterstyrda bilarna hade ställbar ratt, som måste ställas i sitt översta läge för att öppna motorluckan. De högerstyrda bilarna hade inte detta problem, vilket beror på att bilen först konstruerades som högerstyrd. 
De mekaniska delarna hämtades till stor del från Hiace, alltså lätta lastbilar istället för personbilar. Den stela bakaxeln hade spiralfjädrar, medan framvagnen hade torsionsfjädring. Den kompakta konstruktionen tvingade fram en del kompromisser, men gav goda utrymmen i förhållande till bilens storlek.

## Säkerhet och prestanda
Model F var ingen sportbil, med relativt låg motoreffekt, men var ändå ganska pigg jämfört med andra minibussar som såldes vid den tiden. Trots att servostyrning saknades var den relativt lättstyrd och den manuella växellådan var lätt att manövrera med en ganska kort spak. Samtidigt var bränsleförbrukningen relativt låg och driftsäkerheten god. Hög tyngdpunkt och enkel konstruktion av chassit gjorde att den var känslig för halka. Något som bidrog till det var också viktfördelningen. Visserligen satt motorn ganska långt bak, men det kompenserades mer än väl av att bilen hade stort överhäng framtill, och även bränsletanken satt mitt under bilen, så utan passagerare var den väldigt lätt i bakänden. Grundkonstruktionen med framstolarna långt fram i bilen och liten deformationszon var inte helt optimal ur säkerhetssynpukt.
Model F ersattes 1991 av Toyota Previa, som hade en liknande konstruktion men var lite större och längre, vilket gav bättre vägegenskaper och komfort.